# Dilga
Dans la mythologie aborigène, et plus spécifiquement chez les Karadjeri, Dilga est une déesse de la fertilité et de la croissance. Il s'agit de la mère des Bagadjimbiri. Elle vengea la mort de ses deux fils en noyant Ngariman dans son propre lait.